# Powiat Higashichikuma
Powiat Higashichikuma (jap. 東筑摩郡 Higashichikuma-gun) – powiat w Japonii, w prefekturze Nagano. W 2024 roku liczył 20 225 mieszkańców.

## Miejscowości
- Asahi
- Chikuhoku
- Ikusaka
- Omi
- Yamagata